# Predator & Prey
Predator & Prey – drugi album studyjny Anthony’ego B, jamajskiego wykonawcy muzyki reggae i dancehall.
Płyta została wydana 26 czerwca 1997 roku przez japońską wytwórnię Alpha Enterprise. Nagrania zostały zarejestrowane w Records Factory Studio w Kingston. Ich produkcją zajął się Anthony Dehaney. Trzon grupy akompaniującej wokaliście stanowili muzycy riddim bandu The Fire House Crew.

## Lista utworów
1. "Good Good Sensimilla" feat. Janet Denton
2. "Set The Captives Free" feat. Yami Bolo
3. "The Ending"
4. "Equal Rights"
5. "Nazarene Vow"
6. "Separate From Among Us"
7. "Show Me the Way"
8. "What Have I Done feat. Sandy Starr
9. "Whip Dem Jah (All Is Well)" feat. Pluggy Terrible
10. "Sensation"

## Twórcy

### Muzycy
- Anthony B – wokal
- Yami Bolo – wokal (gościnnie)
- Sandy Starr – wokal (gościnnie)
- Janet Denton – wokal (gościnnie)
- Pluggy Terrible – wokal (gościnnie)
- Lascelles "Gitsy" Beckford – gitara
- Donald "Bassie" Dennis – gitara basowa
- Melbourne "George Dusty" Miller – perkusja
- Paul "Wrong Move" Crossdale – instrumenty klawiszowe
- Dennis "Jah D" Fearon – instrumenty klawiszowe
- Anthony Hibbert – gitara basowa
- Dean Fraser – saksofon
- David Madden – trąbka

### Personel
- Anthony Hibbert – inżynier dźwięku, miks
- Mikey Steer – inżynier dźwięku, miks